# Sustainable Building Alliance
La Sustainable Building Alliance (SB Alliance) est une initiative internationale sans but lucratif créée en 2008 qui rassemble des centres nationaux de recherche sur le bâtiment, des organismes d'évaluation, et des parties prenantes intéressées par l'évaluation de la qualité environnementale du cadre bâti. Elle regroupe les plus grands certificateurs (LEED), (BREEAM), (DGNB), etc. et est soutenue par l'Unesco Chair for sustainable buildings et par l'initiative bâtiment et construction durable du Programme des Nations unies pour l'environnement (PNUE).

## Contexte
Un contexte marqué par internationalisation et l’harmonisation.
Le changement climatique ne connaît pas de frontières, et les cadres d’évaluation de la qualité environnementale tendent à s’harmoniser sous la pression combinée du marché et des politiques publiques.
L’intégration économique toujours plus forte des pays du monde à travers l’accroissement des flux de capital ; le besoin pour les investisseurs de maximiser la valeur des biens immobiliers sur des marchés devenus supranationaux ; l’intégration politique toujours plus forte de larges ensembles régionaux tels que l’ALENA, ou encore l’UE ; ainsi que la nécessité de répondre aux défis posés par le changement climatique à partir d’échelles pertinentes, font de l’aménagement du territoire et de la coordination internationale un domaine d’investissement privilégié. 
Quelques indicateurs nous permettant de corroborer cette affirmation : 
- la coordination à différentes échelles territoriales (du local au supranational) des politiques et mécanismes d’intervention publique pour atténuer l’impact du réchauffement climatique ;
- les efforts d’harmonisation des cadres de collecte et de traitement des données socio-économiques et environnementales, notamment dans le domaine de la normalisation internationale (à l'ISO TC59 SC 17 et au CEN TC 350) ;
- les travaux de recherche financés par l'Union européenne ou les Nations unies. D/ Les développements observables sur le marché.

Or, si les enjeux de développement durable s’accompagnent d’un élargissement des cadres d’analyse (du bâtiment et de sa parcelle à l’aire urbaine, du national au supranational), les actions entreprises pour évaluer et comparer les impacts (non seulement les impacts physico-fonctionnels mais également les impacts sociaux, économique et environnementaux) du cadre bâti sur l’environnement doivent être définis localement afin de tenir compte des spécificités climatiques, des pratiques constructives, et de la réglementation en vigueur dans chaque région.
Cependant, les méthodes d'évaluation de la qualité environnementale actuellement disponibles sur le marché n’ont jamais été conçues pour être utilisées sur plusieurs échelles : le local et /ou l'international dans plusieurs pays. Elles ont toutes un certain « goût » local, national. Ceci explique pourquoi les comparaisons entre ces différents systèmes ne sont pas simples. Cette situation qui ne permet pas d'établir des indicateurs globaux ni de comparer les bâtiments dans plusieurs pays explique le phénomène de double voire triple certification de certains immeubles de grande hauteur (IGH) dans le quartier de La Défense.

## Méthodes d'évaluation de la qualité environnementale
- Allemagne : DGNB[2]
- Australie : Nabers / Green Star
- Brésil : AQUA  / LEED Brasil
- Canada : LEED Canada / Green Globes
- Chine : GBAS
- Espagne : IVE Perfil de Calidad / VERDE
- États-Unis : LEED/Green Globes
- Finlande : PromisE
- France : HQE
  - Pour le Logement: NF Logement & Démarche HQE  / NF Maison Individuelle & Démarche HQE  / Habitat & Environnement (logements neufs, en collectif ou individuel groupé) et Patrimoine Habitat & Environnement  (pour les logements existants) → certifications délivrées par les filiales du Groupe QUALITEL 
  - Pour le Tertiaire : NF Bâtiments Tertiaires Démarche HQE  → certification délivrée par CertiVéA/CSTB
- Hong Kong : HKBEEM
- Inde : LEED India/ TerriGriha
- Italie : Protocollo Itaca
- Mexique : Leed Mexico
- Pays-Bas : BREEAM Netherlands
- Portugal : Lider A
- Royaume- Uni : BREEAM
- Suisse : Minergie

## Cadres internationaux et autres outils d'évaluation
- IPCC Fourth Assessment Report
- UNEP and Climate change
- GHG Indicator
- Agenda 21
- EN 15804 (CEN TC350)
- Global Reporting Initiative
- IPD Environment Code
- ISO 21931
- PSM de la FIDIC
- SB Tool d'iiSBE

## Objectifs de la SB Alliance
Une approche partagée, fondée sur l’adaptation locale de mécanismes dérivés d’un cadre méthodologique commun. Tel est l’objet de la SB Alliance : un réseau scientifique et technique d’organismes intéressés par l’évaluation se référant à un système générique, qui s'inspirait des alliances entre compagnies aériennes.
Les objectifs de la SB Alliance sont :
- établir un ensemble d’indicateurs clés pour l'évaluation de la qualité environnementale des bâtiments ;
- faciliter le partage des dépenses de recherche et développement dans le domaine de la construction et du développement durable ;
- partager un langage commun et faciliter le partage et l’échange des données ;
- relever le défi posé par le développement durable en produisant des mécanismes toujours plus performants, et apprécier les différences entre les pays participants.

## Structure
La structure de la SB Alliance se compose d’un niveau formel qui héberge un comité de direction et le secrétariat, et d'un niveau informel composé de groupes de travail et d’une assemblée des parties prenantes.
Un comité scientifique rend compte aux deux niveaux de l’organisation. Le comité scientifique est la réunion entre le bureau technique et les représentants d’un ou de plusieurs groupes de travail. L’assemblée est composé de sponsors, alors que les groupes de travail sont composés d’organismes intéressés par l’évaluation. Le comité de direction est composé de membres.
Les sponsors qui constituent l'assemblée sont des individus ou des organismes intéressés par l’évaluation désireux de contribuer financièrement au développement de l’organisation en échange d’un accès à l’information et aux nouvelles méthodes et outils développés en son sein.
Les membres des groupes de travail sont des organismes avec compétence et expertise dans le domaine de l’évaluation qui souhaitent participer au développement d’outils spécifiques fondés sur les principes établis par l’Alliance.
Le premier comité de direction est composé de :
- Alain Maugard (président du Centre scientifique et technique du bâtiment, CSTB, France)
- Richard Feddrizzi (président du USGBC, USA)
- Dr. Martin Wyatt (Chief Executive du BRE Group, Royaume-Uni)
- José Joaquim do Amaral Ferreira (Chief Executive de la FACV, Université de Sao-Paulo, Brésil)
- Eva Hakka Ronnholm (VP R&D du Valtion Teknillinen Tutkimuskeskus VTT, Finlande)
- Italo Meroni (Directeur ITC-CNR, centre national de la recherche, Italie)
- et en tant qu’observatrice Eva Schminke (VP du DGNB, Allemagne)

Le secrétariat est composé de : Clare Lowe (BRE)  et Alfonso Ponce (CSTB) .